# Paul Bourget
Paul Charles Joseph Bourget (Amiens, 2 de setembro de 1852 – Paris, 25 de dezembro de 1935) foi um romancista e crítico literário francês, autor de romances psicológicos.

## Vida
Paul Bourget nasceu em Amiens, França. Ele inicialmente abandonou o catolicismo, mas acabou retornando a ele no final do século XIX. Bourget é conhecido por seus romances psicológicos e moralistas que muitas vezes retratavam as emoções complexas das mulheres e as ideias, paixões e fracassos dos jovens na França. Algumas de suas obras notáveis incluem Le Disciple (1889), um best-seller que explorou as consequências do materialismo e do positivismo, e outros romances como Cruelle Enigme (1885), André Cornelis (1886) e Mensonges (1887). Ele foi admitido na Académie française em 1894 e foi promovido a oficial da Légion d'honneur em 1895.
O início da carreira de Bourget foi marcado por volumes de versos, mas mais tarde ele obteve sucesso no jornalismo literário, e suas obras críticas, como Sensations d'Italie (1891), são altamente consideradas. Embora seus romances fossem amplamente populares em sua época, eles foram amplamente esquecidos pelo público leitor em geral. No entanto, Bourget continua sendo uma figura importante na literatura francesa por sua abordagem psicológica e moralista da ficção, e sua influência pode ser vista nas obras de vários compositores, incluindo Claude Debussy, que musicou alguns dos poemas de Bourget.

## Obras

### Poesia
- Au bord de la mer (?, 1872)
- La Vie inquiète (Lemerre, 1875)
- Le Parnasse contemporain (Lemerre, 1876)
- Edel (Lemerre, 1878)
- Les Aveux (Lemerre, 1882)

### Romance
- La Passion d'Armand Cornélis (1877 - 1878, resté à l'état de manuscrit)
- Cruelle énigme (Lemerre, 1885)
- Un crime d'amour (Lemerre, 1886)
- André Cornélis (Lemerre, 1887 et Fayard, 1946)
- Mensonges (Lemerre, 1887 et Fayard, 1948)
- Le Disciple (Lemerre, 1889, Plon – Nourrit, 1901, Nelson, 1911 et Marseille Transbordeurs, 2006)
- Un cœur de femme (Lemerre, 1890 et Flammarion, 1936)[4]
- Cosmopolis (Lemerre, 1892 et Fayard, 1947)
- La Terre Promise (Lemerre, 1892)
- Steeple-Chase (Maurice Olivier) (Alphonse Lemerre, Paris, 1894)
- Une idylle tragique (mœurs cosmopolites) (Lemerre, 1896)
- La Duchesse Bleue (Lemerre, 1898)
- Trois petites filles (Alphonse Lemerre, Paris, 1899)
- L'Écran (L. Borel, Paris, 1900)
- O Fantasma - no original Le Fantôme (1901)
- L'Étape  (Plon – Nourrit, 1902, Hachette, 1929 et Fayard, 1946)
- Un divorce (Plon – Nourrit et Cie, 1904 et Flammarion, 1938)
- L'Émigré (Plon – Nourrit et Cie, 1907)
- Le Démon de midi  (Plon – Nourrit, 1914 et Fayard, 1946)
- Le Sens de la mort (Plon – Nourrit et Cie, 1915)
- Lazarine (Plon – Nourrit, 1917)
- Némésis (Plon – Nourrit, 1918 et Flammarion, 1942)
- Laurence Albani (Plon – Nourrit, 1919)
- Un drame dans le monde (Plon – Nourrit et Cie, 1921)
- La Geôle (Plon – Nourrit et Cie, 1923)
- Le Roman des quatre (Plon – Nourrit, 1923 – 1926), escrito em colaboração com Gérard d'Houville, Henri Duvernois e Pierre Benoit
- Cœur pensif ne sait où il va (Plon – Nourrit et Cie, 1924)
- Tragiques remous, (Arthème Fayard, Paris, 1924)
- Le Danseur mondain (Plon – Nourrit, 1926)
- Nos actes nous suivent (Plon, 1927)
- Agnès Delas, (Les Œuvres Libres, 97, Arthème Fayard, Paris, juillet 1929)
- La rechute, (Plon-Nourrit, Paris, 1931)
- Le Diamant de la reine (Plon, Paris, 1932)

### Novela
- Le Beau rôle, 1920
- L'Irréparable (Lemerre, 1884)
- Pastels (dix portraits de femmes) (Lemerre, 1889)
- Nouveaux pastels (dix portraits d'hommes) (Lemerre, 1891)
- Aline ; Croquis londoniens ; Jules Vallès (H. Gautier, Paris, 1891)
- Un scrupule (Lemerre, 1893)
- Un Saint ; Antigone ; Un humble ; Un joueur ; Autre joueur ; Aline ; L'ancêtre (Alphonse Lemerre, Paris, 1894)
- Voyageuses (Lemerre, 1897)
- Recommencements (Lemerre, 1897)
- Complications sentimentales (Lemerre, 1898)
- Drames de famille ; L'échéance ; Le luxe des autres ; Cœurs d'enfants (1900)
- Un homme d'affaires ; Dualité ; Un réveillon ; L'outragé (1900)
- Monique ; Les gestes ; Reconnaissance, Trois récits de guerre (1900)
- Bob Milner (conte, Le Gaulois du Dimanche, 18-19 janvier 1902)
- L'Eau Profonde (1902)
- Les Deux Sœurs. Le cœur et le métier (Plon-Nourrit, Paris, 1905)

- Les Détours du cœur (1908)
- La barricade. Chronique de 1910 (Plon-Nourrit, Paris, 1910)
- Vision d'Autriche, monographie, de Marie-Anne de Bovet et collectif (Grasset, Paris, 1911)
- L'Envers du décor (1911)
- Le testament, (Édition de la Guirlande, Paris, 1919)
- Le Justicier ; La cachette ; Le carré d'orties ; Le fruit juge l'arbre ; L'apache (Plon – Nourrit et Cie, 1919)
- Anomalies (Plon, 1920)
- Profil de veuve, (Flammarion, Paris, 1920) ; L'aveu menteur, (Ferenczi, Paris, 1921) ; L'écuyère, (Plon-Nourrit, Paris, 1921)
- Conflits intimes (Plon, 1925), recueil incluant Le Beau Rôle et Le Chapiteau ; contient également : Le chauffeur ; Le geste du fils ; Le sursis ; L'exemple ; Le couvent désaffecté
- Le tapin, (la Revue des deux Mondes, Predefinição:1er décembre 1927)
- Confidences de femmes, nouvelle inédite, (Candide, Predefinição:1er décembre 1927)
- Deux nouvelles : Le scrupule de l'apostat ; Confidences de femmes, (Plon-Nourrit, Paris, 1928)
- Cryptesthésie, nouvelle inédite, (Candide, 7 août 1930) ; Une âme d'enfant, nouvelle inédite, (Candide, 16 octobre 1930) ; Le Buste posthume, nouvelle inédite, (Candide, 13 novembre 1930)
- L'Honneur du Nom, recueil de nouvelles : L'Apostat, La Confidente, Secrets de femmes, Sous les palmiers d'Hyères (Plon, Paris, 1933)

### Ensaios

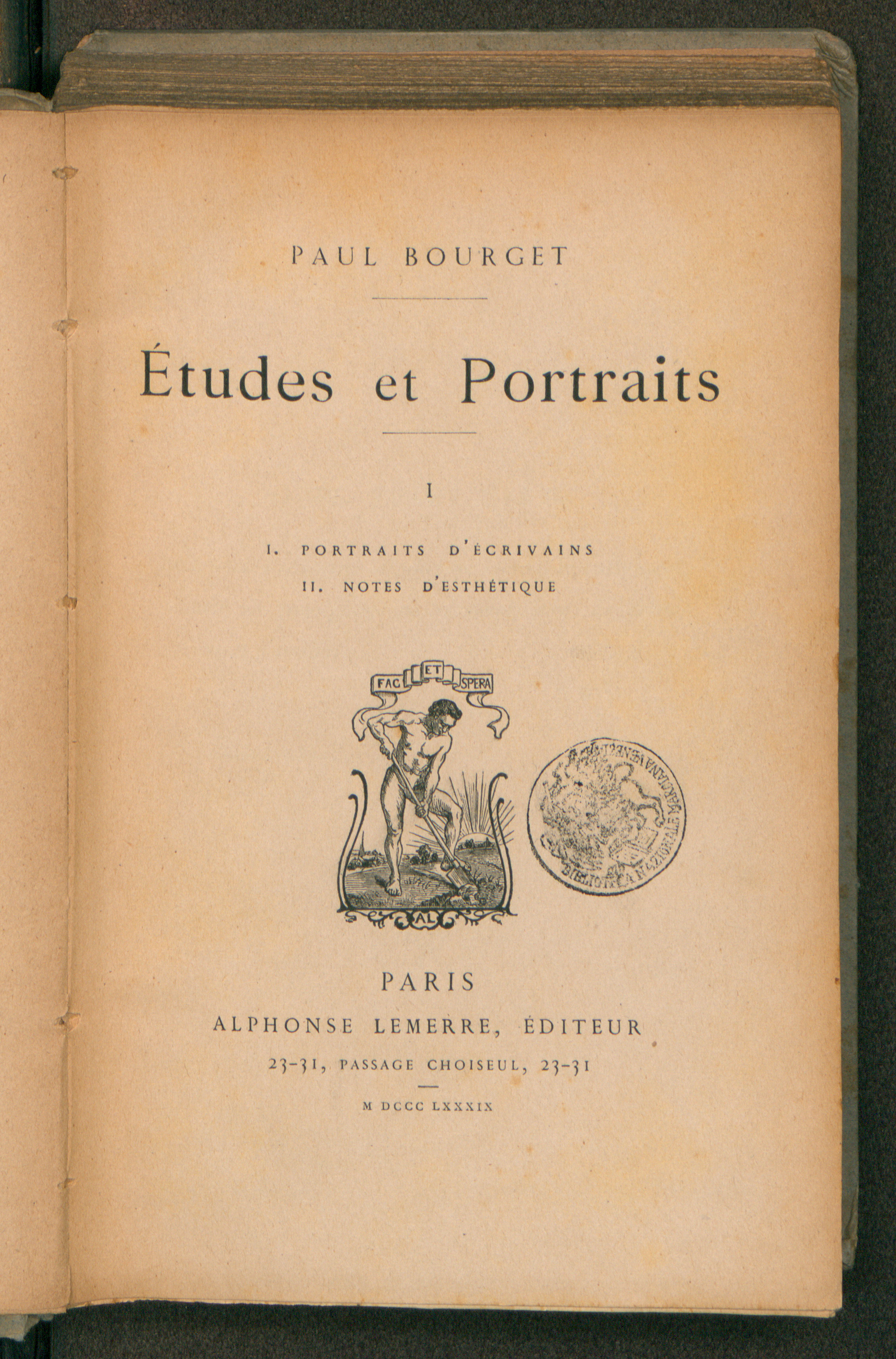
Études et portraits, 1889

- Essais de psychologie contemporaine (Lemerre, 1883)
- Ernest Renan (Quantin, 1883)
- Nouveaux essais de psychologie contemporaine (Lemerre, 1886)
- Études et portraits (I Portraits d'écrivains et II Notes d'esthétiques) (2 Predefinição:Vol., Lemerre, 1891)
- Physiologie de l'Amour Moderne (Lemerre, 1891)
- Sensations d'Italie (Toscane. Ombrie. Grande-Grèce) (Lemerre, 1891)
- Guy de Maupassant (de la Revue hebdomadaire, 15 juillet 1893, p. 454 à 464)
- Outre-mer. (Notes sur l'Amérique) (Lemerre, 1895)
- Études et portraits III (Plon – Nourrit, 1903)
- Le livre d'or de Sainte-Beuve, Collectif ; Un texte de Paul Bourget dans ce recueil : Sainte-Beuve poète (Aux bureaux du Journal des Débats, Paris, 1904)
- Nos traditions nationales, comment les défendre ? (l'Entente nationale, Bourges, impr.Tardy-Pigelet, 1904)
- La Renaissance du traditionalisme en politique (Predefinição:Éd. de propagande de la Revue catholique et royaliste, 1904)
- Études et portraits IV (Plon – Nourrit, 1906)
- L’Œuvre de Gustave Flaubert (extr. des Annales, 13 octobre 1907, p. 341 à 343)
- Pages de critique et de doctrine (Plon – Nourrit, 1912)
- Nouvelles Pages de critique et de doctrine (Plon – Nourrit, 1922)
- La Leçon de Barrès (À la Cité des Livres, Paris 1924)
- L'Art du roman chez Balzac (extr. de la Revue des deux mondes, 15 février 1926, p. 931 à 942)
- L'Actualité de Sainte-Beuve (extr. de la Revue des deux mondes, 15 juin 1927, p. 926 à 936)
- Quelques témoignages, (Plon-Nourrit, 2 volumes, Paris, 1928)[5]
- Le Centenaire d'Hippolyte Taine (extr. de la Revue des deux mondes, 15 mars 1928, p. 241 à 257)
- Au service de l'ordre (Paris, Plon, 1929 – 1932, 2 Predefinição:Vol. et Notes sociales)
- Sur la Toscane, (Horizons de France, Paris, 1929)

### Peças de teatro
- Idylle tragique, pièce en quatre actes de Pierre Decourcelle (avec Jane Hading, théâtre du Gymnase, 1896)
- Le luxe des autres, en collaboration avec Henri Amic, comédie en trois actes, (présenté à Paris à l'Odéon-Théâtre de l'Europe, le 20 février 1902)
- Un divorce, pièce en trois actes de Paul Bourget et André Cury (Plon – Nourrit, théâtre du Vaudeville, 1908)
- L'Émigré, pièce en quatre actes de Paul Bourget (L'Illustration, 1908)
- Un cas de conscience, pièce en deux actes de Paul Bourget et Serge Basset (L'Illustration, 1910)
- La Barricade, chronique de 1910, pièce de Paul Bourget (L'Illustration théâtrale, Predefinição:Numéro, 1910)
- Le Tribun, pièce en trois actes de Paul Bourget (L'Illustration, théâtre du Vaudeville, 1911)
- La Crise, comédie en trois actes de Paul Bourget et André Beaunier (L'Illustration, théâtre de la Porte-Saint-Martin, 3 mai 1912)
- La vérité délivre, chronique de 1916, (La Revue des deux Mondes, avril 1916). Édition en volume : On ne voit pas les cœurs ; Le soupçon ; La vérité délivre ; Trop de remède est un poison (Plon-Nourrit, Paris, 1929)
- Monique, trois actes en prose, d'Henry Gaillard de Champris (présenté à Paris au théâtre Moncey le 30 juillet 1920)
- L'Échéance, pièce en trois actes de J. Truffier et E. Mollier-Viéville (Paris, 1926)
- Laurence Albani, pièce en quatre actes de Bertrande Rouzès (G.Enault, Paris, 1930)

### Discursos
- Discours de réception à l'Académie française, prononcé par le récipiendaire, le 13 juin 1895 (Académie française, 1895)
- Discours de réception à l'Académie française, Éloge de Maxime Du Camp, le 13 juin 1895 (Lemerre, 1895)
- Gustave Flaubert, Essai, Discours, lecture faite le 23 juin 1897 au Taylorian institute d'Oxford (la Revue du Palais, Predefinição:1er juillet 1897)
- Réponse de  (m. Paul Bourget) au discours de  (m. [[André Theuriet]]), en séance publique, le 9 décembre 1897 (Paris, Palais de l'Institut)
- Le Banquet de l'Étape, 7 juillet 1902, discours de Predefinição:MM. Henri Vaugeois et Paul Bourget, pour rendre hommage à l'œuvre de P. Bourget, à l'occasion de la sortie de son roman L'étape (L'Action Française, 15 juillet 1902)
- La renaissance du traditionalisme en politique, discours de  (m. Paul Bourget), et conférence de  (m. l'abbé G. de Pascal), prononcés à la salle de la Société de géographie au mois de juin 1904 (Éditions de propagande de la Revue catholique et royaliste, Paris, 1904)
- Discours à l'inauguration de la statue d'Alexandre Dumas, discours prononcés par Predefinição:MM. Victorien Sardou, Paul Bourget, Paul Hervieu et Jules Claretie à l'Institut de France, Académie française, le 12 juin 1906 (Firmin-Didot, Paris, 1906)
- Prix de vertu : discours prononcé à l'Académie française dans la séance publique du 29 novembre 1906 (Firmin-Didot, Paris, 1906)
- Réponse de  (m. Paul Bourget) au discours de  (m. [[Maurice Donnay]]), prononcé dans la séance du jeudi 19 décembre 1907 (Firmin-Didot, Paris, 1907)
- Réponse de  (m. Paul Bourget) au discours de  (m. [[Émile Boutroux]]), en séance publique, 22 janvier 1914 (Paris, Palais de l'Institut)
- Discours prononcé le 28 juin 1920 à l'inauguration du médaillon de Stendhal au jardin du Luxembourg (Paris, H.Champion, 1920)
- Gustave Flaubert, discours prononcé dans le salon carré du musée du Luxembourg, à l'inauguration du monument le 12 décembre 1921, (Les Amis d'Édouard, Paris, 1921)
- Discours prononcé le 15 décembre 1923 par Paul Bourget pour son jubilé littéraire (Maison de Balzac, Courrier balzacien, 2001, Predefinição:Numéro)

### Prefácios
- Le Roman comique, Paul Scarron, préface de Paul Bourget, Librairie des Bibliophiles, 3 volumes, Paris, 1880
- Le deuxième mystère de l'Incarnation, Léon Cladel, préface de Paul Bourget, E. Rouveyre et G. Blond, Paris, 1883
- Memoranda, J. Barbey d'Aurevilly, préface de Paul Bourget, E. Rouveyre et G. Blond, Paris, 1883
- Le rouge et le noir, Stendhal, préface de Paul Bourget, Alphonse Lemerre, Paris, 1886
- Répertoire de la comédie humaine de H. de Balzac, par Anatole Cerfberr et Jules Christophe, avec une introduction de Paul Bourget, Calmann-Lévy, Paris, 1887
- Nos gens de lettres, leur vie intérieure, leurs rivalités, leur condition, Frédéric Loliée, préface de Paul Bourget, Calmann-Lévy, Paris, 1887
- Adolphe, Benjamin Constant, préface par Paul Bourget, L. Conquet, Paris, 1889
- Miss Brown, Vernon Lee, traduit de l'anglais par Robert de Cerisy, préface de Paul Bourget, Calmann-Lévy, Paris, 1889
- Poèmes du soir ; Les crépuscules ; La veille du péché ; Les campanelles, Frédéric Bataille, sonnet-préface de Paul Bourget, Alphonse Lemerre, Paris, 1889
- « Affaire Chambige », dans Causes criminelles et mondaines de 1888, Albert Bataille, préface de Paul Bourget, Dentu, Paris, 13 mars 1889
- Amaïdée : poème en prose, Jules Barbey d'Aurevilly, préface de Paul Bourget, Alphonse Lemerre, Paris, 1890
- Poésies intimes, Paul Schafer, préface de Paul Bourget, Alphonse Lemerre, Paris, 1892
- Gladys, Hugues Le Roux, lettre-préface de Paul Bourget, Calmann-Lévy, Paris, 1894
- À côté : roman, Jean de Forceville, préface de Paul Bourget, P. Ollendorff, Paris, 1900
- J. H. Newman : essai de psychologie religieuse, Georges Grappe, préface de Paul Bourget, P.-J. Béduchaud, Paris, 1902
- L'accalmie : œuvre posthume, Pierre Gérard, préface par Paul Bourget, Société d'édition du Livre à l'auteur, Paris, 1902
- Short stories of the comedy and tragedy of life, Guy de Maupassant, préface de Paul Bourget, Walter Dunne, New York, 1903
- Bonald, introduction et préface de Michel Salomon et Paul Bourget, Bloud et Cie, Paris, 1905
- France et Belgique : études littéraires, Eugène Gilbert, lettre-préface de Paul Bourget, Plon-Nourrit, Paris, 1905
- L'équivoque démocratique, Pierre Félix, préface par Paul Bourget, Librairie des Saints-Pères, Paris, 1906
- Sous la hache du bourreau, Louis Ducrocq, préface de Paul Bourget, Arras, 1907
- Lettres sur l'histoire de France, Abbé Georges de Pascal, préface de Paul Bourget, Nouvelle Librairie Nationale, Paris, 1908
- Chez les Heureux du monde, Edith Wharton, préface de Paul Bourget, Plon-Nourrit et Cie, 1908
- L'idée traditionaliste dans le roman de M. Paul Bourget L'Émigré, conférence donnée au Cercle du Luxembourg le 16 décembre 1907, Guy de Cassagnac, lettre-préface de Paul Bourget, Société Française d'Imprimerie et de Librairie, Paris, 1908
- Trente-cinq ans d'épiscopat, Predefinição:Mgr de Cabrières, préface par  (m. [[]]) Paul Bourget, Plon-Nourrit, Paris, 1909
- Étienne Mayran : fragments, Hippolyte Taine, préface de Paul Bourget, Hachette, Paris, 1910
- L'équitation et le cheval, Ernest Molier, préface de Paul Bourget, P. Lafitte, Paris, 1912
- Le roman de la famille française : essai sur l'œuvre de  (m. [[]]) Henry Bordeaux, Joseph Ferchat, préface de Paul Bourget, Plon-Nourrit, Paris, 1912
- Les deux ivresses, Noël Bangor, préface de Paul Bourget, Perrin, Paris, 1913
- Le voyage du centurion, Ernest Psichari, préface de Paul Bourget, L. Conard, Paris, 1916
- Quelques lettres de guerre, Capitaine Augustin Cochin, préface de Paul Bourget, Bloud et Gay, Paris, 1917
- Verdun (mars-avril-mai 1916), Raymond Jubert, préface de Paul Bourget, Payot, Paris, 1918
- Sous les mers : roman, Gérard Bauër, préface de Paul Bourget, Édition Française Illustrée, Paris, 1919
- Le docteur Boissarie, président du bureau des constatations médicales de Lourdes, Alfred Van den Brule, préface de Paul Bourget, J. de Gigord, Paris, 1919
- Le masque déchiré, Félicien Pascal, préface de Paul Bourget, Flammarion, Paris, 1919
- L'âme du chirurgien, Jean-Louis Faure, préface de Paul Bourget, G. Crès, Argenteuil, 1920
- Portraits et paysages, Michel Salomon, préface de Paul Bourget, Perrin, Paris, 1920
- Âmes françaises : essais littéraires, Hector Reynaud, préface de Paul Bourget, A. Picard, Paris, 1922
- Psychologie du féminisme, Léontine Zanta, préface de Paul Bourget, Plon-Nourrit, Paris, 1922
- Les Cannes de  (m. [[]]) Paul Bourget et le bon choix de Philinte, petit manuel de l'homme élégant (…), Eugène Marsan, avec une lettre de  (m. [[]]) Paul Bourget, Le Divan, Paris, 1923
- Le missel d'amour : roman, Albéric Cahuet, préface de Paul Bourget, Charpentier Fasquelle, Paris, 1923
- Quand les fées vivaient en France, Yvonne Ostroga, préface par Paul Bourget, Hachette, Paris, 1923
- Mme de Maintenon : l'énigme de sa vie auprès du grand Roi, Madeleine Saint-René Taillandier, préface de Paul Bourget, Hachette, Paris, 1923
- Sur la route de Palmyre, Paule Henry-Bordeaux, lettre-préface de Paul Bourget, Plon-Nourrit, Paris, 1923
- De profundis clamavi, álbum de 12 eaux-fortes par Achille Ouvré et composé d'après des figures observées dans un asile d'aliénés de Picardie. Texte de présentation de Paul Bourget, 1924
- La Côte d'Azur ; La Corse, introduction de Paul Bourget (La Côte d'Azur), Hachette, Paris, 1925
- Pathologie de l'imagination et de l'émotivité, Ernest Dupré, préface de Paul Bourget, Payot, Paris, 1925
- Souvenirs de la vie de plaisir sous le second Empire, Gaston Jollivet, lettre-préface de Paul Bourget, Jules Tallandier, Paris, 1927
- Souvenirs d'un Parisien, Gaston Jollivet, préface de Paul Bourget, Jules Tallandier, Paris, 1928
- L'État contre le médecin : vers une renaissance corportative, Docteur Paul Guérin, préface de Paul Bourget, Éditions Médicales Norbert Maloine, Paris, 1928
- L'Appel de la forêt, Jack London, traduit par Predefinição:Mme la comtesse de Galard, lettre-préface de Paul Bourget, La Renaissance du Livre, Paris, 1929
- La Vie de mon père, Restif de La Bretonne, préface de Paul Bourget, Tallandier, Paris, 1929
- Images, Louis Sainte-Marie-Perrin, préface de Paul Bourget, Plon, Paris, 1929
- La résurrection du village, A. Garet et A. Billard, préface de Paul Bourget, Charpentier, Paris, 1930
- Éducation psychologique de l'enfance, docteur Henri Mignon, préface de Paul Bourget, P. Lethielleux, Paris, 1930
- Les indépendantes : 25 professions pour les jeunes filles d'aujourd'hui, Yvonne Ostroga, lettre-préface de Paul Bourget, Plon-Nourrit, Paris, 1932
- Aventures à Skipalon, Jón Svensson, adaptation de Madeleine Pinard de La Boullaye, préface de Paul Bourget, Éditions Alsatia, Paris, 1938
- Jours ensoleillés : Nonni en Islande : récits de jeunesse, Jón Svensson, adaptation de Madeleine Pinard de La Boullaye, préface de Paul Bourget, Éditions Alsatia, Paris, 1939